# Porozumienie Zielonogórskie
Porozumienie Zielonogórskie – federacja związków pracodawców ochrony zdrowia, głównie działających w zakresie podstawowej opieki zdrowotnej i specjalistyki ambulatoryjnej, które powstało w celu stworzenia jednolitej organizacji, występującej w zbiorowym interesie swoich członków, zwłaszcza wobec dysponentów publicznych funduszy na rzecz ochrony zdrowia w Polsce. Obecnie  do Porozumienia należą świadczeniodawcy wszystkich województw, tworząc 15 związków regionalnych.

## Geneza
Porozumienie Zielonogórskie powstało z inicjatywy lekarzy województwa lubuskiego: Elżbiety Tomiak, Roberta Sapy oraz Janusza Tylewicza. Powołane zostało 2 sierpnia 2003 roku w Zielonej Górze przez świadczeniodawców z 5 województw: lubuskiego, wielkopolskiego, dolnośląskiego, opolskiego i śląskiego. 
Powstanie organizacji lekarzy, a ogólniej świadczeniodawców, było reakcją na monopolistyczną pozycję Narodowego Funduszu Zdrowia (NFZ) oraz prowadzoną przez ówczesny rząd politykę ochrony zdrowia.

## Kalendarium

### Lata 2003/2004
W październiku 2003 roku członkowie Porozumienia Zielonogórskiego postanowili nie przystępować do konkursu ofert NFZ na rok 2004. Powodem podjętej decyzji był sprzeciw wobec narzucanych przez NFZ warunków kontraktów, które poszerzały zakres obowiązków lekarzy rodzinnych bez zmiany stawek wynagrodzenia. PZ nie zgadzało się m.in. na obowiązek świadczenia nocnej pomocy medycznej i pokrywania kosztów transportu pacjentów do szpitala. 
Trwające od października rozmowy przedstawicieli Porozumienia z NFZ nie doprowadziły do żadnych ustaleń. Lekarze odmówili podpisania umów i 1 stycznia 2004 roku nie otworzyli swoich gabinetów i przychodni – najwięcej odpowiednio w województwach: lubuskim, wielkopolskim i śląskim. 
Powaga zaistniałej sytuacji i determinacja negocjatorów Porozumienia Zielonogórskiego, zaskoczyła stronę rządową i przedstawicieli NFZ. 1 stycznia 2004 roku ponad 10 milionów pacjentów straciło swoich lekarzy rodzinnych. Media obiegły zdjęcia pacjentów, stojących w kolejkach w szpitalnych izbach przyjęć. 
6 stycznia 2004 roku, po ponad 40 godzinach negocjacji, ówczesny minister zdrowia, Leszek Sikorski podpisał porozumienie z negocjatorami PZ. Tego samego dnia otwarte zostały gabinety i przychodnie protestujących lekarzy rodzinnych. Osiągnięty kompromis uwzględniał główne postulaty świadczeniodawców z PZ i gwarantował utrzymanie warunków dotychczasowych kontraktów. Zniesiono wprowadzone dodatkowe obowiązki:
1. przekazywania na badania 10% funduszy gwarantowanych kontraktem z NFZ,
2. świadczenia pacjentom całodobowej opieki zdrowotnej,
3. ponoszenia kosztów transportu pacjentów do szpitala,
4. pracy w soboty do południa.

Mimo podpisanego porozumienia NFZ próbował nie realizować punktów ugody. W związku z tym przez najbliższe miesiące Porozumienie Zielonogórskie kilkakrotnie groziło protestem, egzekwując tym samym ich pełną realizację.
Porozumienie Zielonogórskie początkowo działało w formie ruchu społecznego świadczeniodawców ambulatoryjnej opieki zdrowotnej. Osiągnięty sukces w negocjacjach ze stroną rządową i NFZ, ukazał siłę wspólnego działania środowiska lekarzy. Liderzy PZ postanowili przekształcić swój ruch w „Porozumienie Zielonogórskie” Federację Związków Pracodawców Ochrony Zdrowia z siedzibą w Zielonej Górze.
Federacja została ustanowiona 20 marca 2004 roku. Aby zagwarantować dalszą niezależność powstałej organizacji, jedną z pierwszych decyzji jej założycieli był zapis paragrafu 3 statutu:
„Federacja jest organizacją samorządną i niezależną w swej działalności statutowej od organów administracji państwowej i samorządu terytorialnego, organizacji politycznych, społecznych i zawodowych”.
Cele powstałej federacji pozostały niezmienne:
„Federacja ma na celu ochronę praw i reprezentowanie interesów swoich członków wobec dysponentów publicznych i prywatnych środków przeznaczonych na finansowanie usług medycznych, związków zawodowych, organów władzy i administracji państwowej, organów samorządu terytorialnego oraz innych organizacji”.
Pierwszym Komisarzem federacji Porozumienia Zielonogórskiego został jej rzecznik, lekarz Robert Sapa.

### Rok 2005/2006
W sierpniu 2005 roku Ministerstwo Zdrowia przygotowało projekt zmiany przepisów w sprawie Ogólnych warunków umów o udzielanie świadczeń opieki zdrowotnej. Przedstawiciele Porozumienia zaprotestowali przeciw planowanym zmianom przepisów, stwierdzając, że ich przyjęcie spowoduje odebranie prawa negocjacji stronie świadczeniodawców proponowanych przez NFZ warunków kontraktów. Oznaczałoby to przymus biernej akceptacji wszelkich zapisów umów. 
Lekarze skupieni w Porozumieniu Zielonogórskim ogłosili, że w zaistniałej sytuacji nie otworzą swoich gabinetów i przychodni od dnia 1 stycznia 2006 roku. 
W odpowiedzi na protest Porozumienia ówczesny minister spraw wewnętrznych oświadczył, że odmawiającym udzielania pomocy medycznej grozi odpowiedzialność karna i zapowiedział, że w ostateczności przymusowe wcielenie do wojska.
Mimo napiętej sytuacji, prowadzone jeszcze w noc sylwestrową negocjacje przyniosły w końcu kompromis negocjatorów PZ z ministrem zdrowia, Zbigniewem Religą i prezesem NFZ, Jerzym Millerem. Po nowym roku gabinety i przychodnie lekarskie zostały otwarte. 
W 2006 roku Porozumienie Zielonogórskie rozpoczęło wydawanie własnej gazety ZDROWIE DLA KAŻDEGO. Pismo tworzone jest przez lekarzy rodzinnych zrzeszonych w PZ, a skierowane głównie do pacjentów. Z założenia pismo ma za zadanie promować zdrowy tryb życia, walkę z nałogami i pomagać pacjentowi.
ZDROWIE DLA KAŻDEGO było początkowo gazetą ogólnopolską z wkładkami regionalnymi. Pismo jest bezpłatnie rozdawane w przychodniach lekarzy rodzinnych PZ.
Pierwszy numer gazety wydrukowany został w nakładzie 335 tysięcy egzemplarzy. Po rocznej przerwie (2008 r.) pismo jest ponownie wydawane jako moduł ogólnopolski w nakładzie ponad 200 tysięcy egzemplarzy.

### Rok 2007
W roku 2007 Porozumienie Zielonogórskie odeszło od zasady apolityczności. W związku ze zbliżającymi się wyborami parlamentarnymi w Polsce, PZ podpisało pakt z Platformą Obywatelską, na mocy którego w gabinetach lekarzy rodzinnych zrzeszonych w Porozumieniu zawisnąć miały plakaty wyborcze kandydatów PO.
Po wygranych przez PO wyborach, w powstałym rządzie premiera Donalda Tuska, stanowisko wiceministra zdrowia objął jeden z głównych negocjatorów Porozumienia Zielonogórskiego, Marek Twardowski. Objęcie teki wiceministra zdrowia przez jednego z liderów PZ spotkało się ze sprzeciwem części przedstawicieli Federacji, w tym inicjatorów powstania Porozumienia Zielonogórskiego – m.in. Elżbiety Tomiak, Roberta Sapy i Janusza Tylewicza. W wyniku zmiany kierunku działania organizacji, zostali oni najpierw odsunięci od głównego nurtu podejmowania decyzji, a następnie opuścili szeregi PZ.

### Lata 2008–2011
W 2008 do Porozumienia Zielonogórskiego przystępuje Porozumienie Łódzkie – związek pracodawców ochrony zdrowia działający na terenie województwa łódzkiego. Tym samym zasięg działalności PZ obejmuje 15 z 16 województw.
1 marca 2009 roku Delegaci Porozumienia Zielonogórskiego dokonali zmian statutu Federacji. Najistotniejsza zmiana dotyczyła władz PZ. Dotychczasowe Organy Porozumienia: 1) Prezydium Porozumienia Zielonogórskiego, 2) Sekretariat, 3) Komisja Rewizyjna przekształcone zostały w: 1) Walne Zgromadzenie Federacji, 2) Zarząd i 3) Komisję Rewizyjną. Pojawiła się funkcja Prezesa PZ w zamian sześcioosobowego Sekretariatu, na którego stanowisko wybrano dotychczasowego Sekretarza Porozumienia, Bożenę Janicką. Funkcje wiceprezesów objęli: Teresa Dobrzańska-Pielichowska i Krzysztof Radkiewicz.
W 2010 zmieniono Zarząd PZ. Prezesem został Jacek Krajewski.
W dniu 6 marca 2011 jeden z członków federacji – „Wielkopolskie Porozumienie Zielonogórskie” – kierowany przez Bożenę Janicką, reprezentujący województwo wielkopolskie podjął decyzję o opuszczeniu organizacji. Tym samym liczba związków tworzących federację zmniejszyła się z 15 do 14.
Przed zbliżającymi się wyborami parlamentarnymi PZ w liście otwartym opublikowanym 19 września 2011 uznało, że poparcie udzielone PO przed czterema laty było błędem i postanowiło w nadchodzących wyborach nie popierać żadnej partii.

## Treść porozumienia
```
Porozumienie Zielonogórskie

zawarte w dniu 2 sierpnia 2003 r w Zielonej Górze

pomiędzy

Przedstawicielami Świadczeniodawców Podstawowej Opieki Zdrowotnej województw lubuskiego, 
wielkopolskiego, dolnośląskiego , opolskiego i śląskiego o wzajemnym i solidarnym działaniu
w imieniu Świadczeniodawców Podstawowej Opieki Zdrowotnej.

Niżej podpisani reprezentanci świadczeniodawców
zobowiązują się działać wspólnie i we wzajemnym porozumieniu wobec przedstawianych przez Narodowy
Fundusz Zdrowia, zasad ujednoliconego kontraktowania świadczeń zdrowotnych w zakresie Podstawowej
Opieki Zdrowotnej na rok 2004 i lata następne.

Reprezentanci lekarzy ww. województw będąc członkami poszczególnych Okręgowych Izb Lekarskich
podkreślają prawo do wypowiadania się, wyrażania opinii oraz formułowania stanowiska, jakie powinni
zająć lekarze zamierzający przystąpić do postępowania konkursowego na warunkach ujednoliconych zasad
przedstawianych przez Narodowy Fundusz Zdrowia na udzielanie świadczeń zdrowotnych ze szczególnym
uwzględnieniem zapisów warunków umowy.

Celem naszego porozumienia jest koordynacja wspólnych działań w zakresie:
* 1 ochrony bezpieczeństwa zdrowotnego pacjenta
* 2 tworzeniu zapisów Umowy kontraktowej
* 3 zasad jej finansowania w należnej wysokości
* 4 obrony wysokości realnych nakładów na świadczenia POZ
* 5 wspólnej reprezentacji wszystkich świadczeniodawców POZ wobec Narodowego Funduszu Zdrowia,
dopuszczając możliwość solidarnego niepodpisywania umów kontraktowych na rok 2004 przez wszystkich
świadczeniodawców pasa zachodniego i południowego Polski
* 6 eliminacji zapisów Umów destabilizujących prawidłowe funkcjonowanie POZ
* 7 umocowanie w Umowach zapisów gwarantujących możliwość stałego podnoszenia kwalifikacji 
zawodowych
* 8 stworzenia i upowszechniania zasad solidaryzmu panregionalnego w myśl zasady „jeden za 
wszystkich – wszyscy za jednego”

Sygnatariusze:

Prezes Związku Pracodawców Ochrony Zdrowia z siedzibą w Zabrzu –
dr n. med. Mariusz Kazimierz Wójtowicz

Prezes Stowarzyszenia Lekarzy Podstawowej Opieki Zdrowotnej Opolszczyzny –
lek. med. Krystian Adamik

Wiceprezes Stowarzyszenia Lekarzy Podstawowej Opieki Zdrowotnej Opolszczyzny, Wiceprezes Oddziału 
Opolskiego Wojewódzkiego KLRwP –
lek. med. Adam Tomczyk

Prezes Dolnośląskiego Oddziału Wojewódzkiego KLRwP, Wiceprezes Dolnośląskiego Związku Lekarzy 
Rodzinnych Pracodawców –
lek. med. Elżbieta Protasiewicz

Prezes Wielkopolskiego Oddziału Wojewódzkiego KLRwP – lek. med. Bozena Janicka

Wiceprezes Wielkopolskiego Wojewódzkiego Oddziału KLRwP, Prezes Poznańskiego Oddziału KLRwP, 
Wiceprezes Wielkopolskiego Związku Pracodawców NZOZ –
lek. med. Violetta Fiedler-Łopusiewicz

Prezes Lubuskiego Wojewódzkiego Oddziału KLRwP –
lek. med. Robert Sapa

Wiceprezes Zespołu Negocjacyjnego Województwa Lubuskiego –
lek. med. Elżbieta Tomiak

Wiceprezes Oddziału Lubuskiego Wojewódzkiego KLRwP, Zespół Negocjacyjny –
lek. med. Janusz Tylewicz

Prezes Gorzowskiego Oddziału KLRwP, Zespół Negocjacyjny Województwa Lubuskiego –
lek. med. Krystyna Sławińska

```